# St. Margareta (Oberneukirchen)

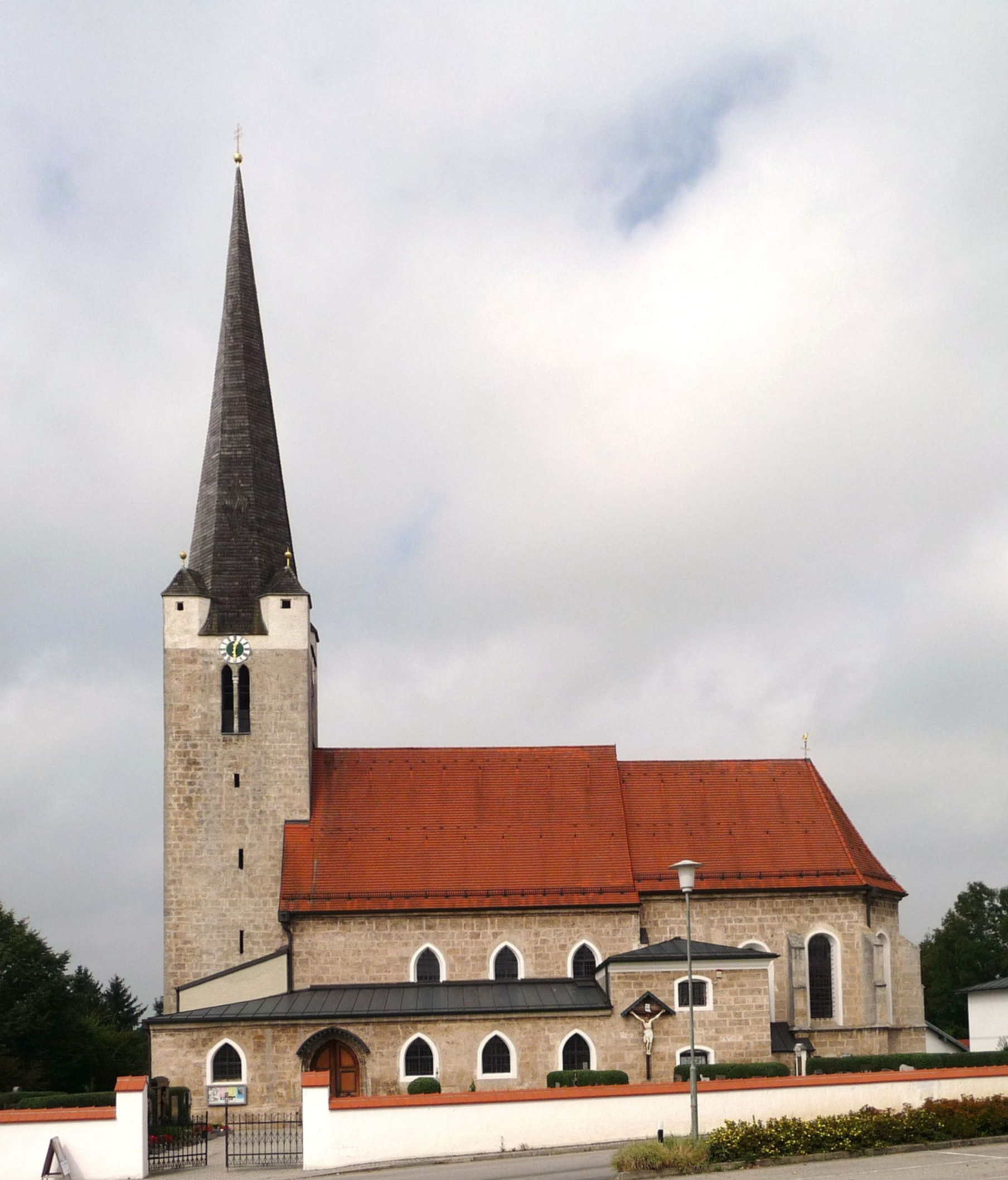
St. Margareta in Oberneukirchen

Die römisch-katholische Pfarrkirche St. Margareta steht in Oberneukirchen, einer Gemeinde im oberbayerischen Landkreis Mühldorf am Inn. Sie ist in der Liste der Baudenkmäler in Oberneukirchen (Oberbayern) unter der Nr. D-1-83-134-1 eingetragen. Die Pfarrei gehört zum Pfarrverband Kraiburg-Flossing im Dekanat Mühldorf (Erzbistum München und Freising).

## Beschreibung
Die spätgotische Saalkirche wurde 1479 aus Quadermauerwerk erbaut und 1757/59 nach einem Entwurf von Franz Alois Mayr barockisiert. Sie besteht aus dem Langhaus zu vier Jochen, dem eingezogenen, dreiseitig geschlossenen, von Strebepfeilern gestützten Chor zu drei Jochen im Nordosten, der Sakristei an der Südostwand des Chors und dem Kirchturm im Südwesten. In einem Vorbau an der Südostwand des Langhauses befindet sich eine Kapelle. 1923 erfolgte eine Erweiterung des Chors nach Nordwesten.
Die volkstümliche Deckenmalerei im Innenraum des Langhauses entstand 1758. Das Altarretabel des Hochaltars von 1792 wird Balthasar Mang zugeschrieben.
Die Orgel erbaute 1902 Josef Hackl, welche 1924 von Georg Glatzl weitgreifend umgebaut wurde.